# Тейде
Тейде (ісп. Teide) — вулкан на острові Тенерифе, найвища точка Іспанії, третій за висотою від дна океану (7500 м) вулкан у світі. Входить до складу національного парку Тейде. На вулкані розташована канатна дорога, яка є найвищою в Іспанії.

## Форма й структура вулкана

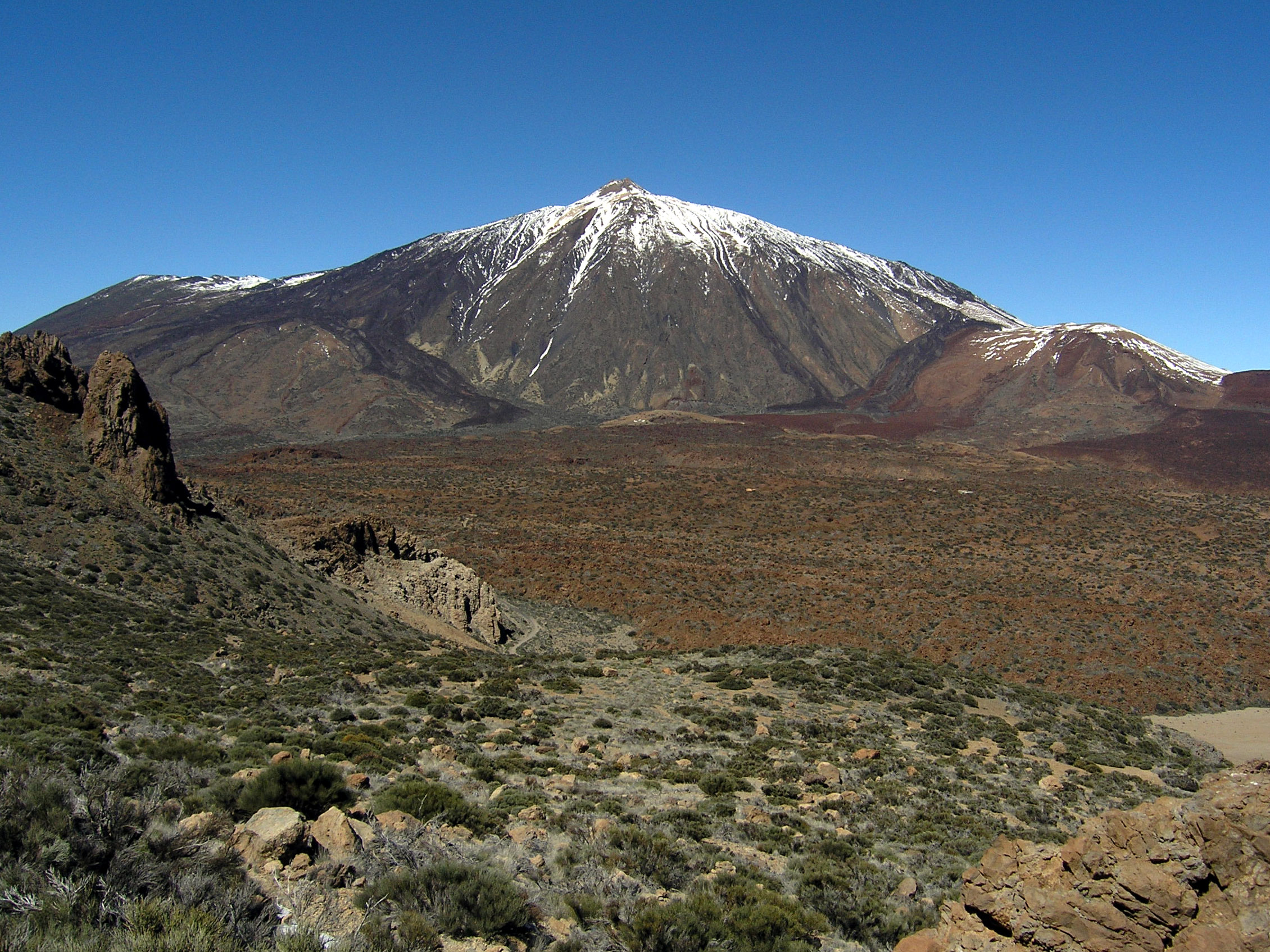
Тейде, острів Тенеріфе

Тейде — типовий стратовулкан, який становить конус правильної форми всередині великої кальдери Де Лас Каньядас, яка розташована на північно-західній стороні острова. Вік вулкана і, звичайно, самого острова Тенерифе — близько 5 млн років. Розмір кальдери — 10*17 км. Вона друга за розміром кальдера зі всіх вулканів Землі, після кальдери Нгоронгоро.

### Виверження
Перше відоме виверження вулкана відбулося в 1492 році, у той рік коли його відвідав Христофор Колумб. Наступні виверження відбулися в 1706 і 1909 роках.

### Породи вулкана
Сам острів являє собою комплекс міоцено-голоценових стратовулканів. Світлі породи на східному підніжжі вулкана перекриті тефрою плініанського виверження віком близько 2000 років.

## Канатна дорога

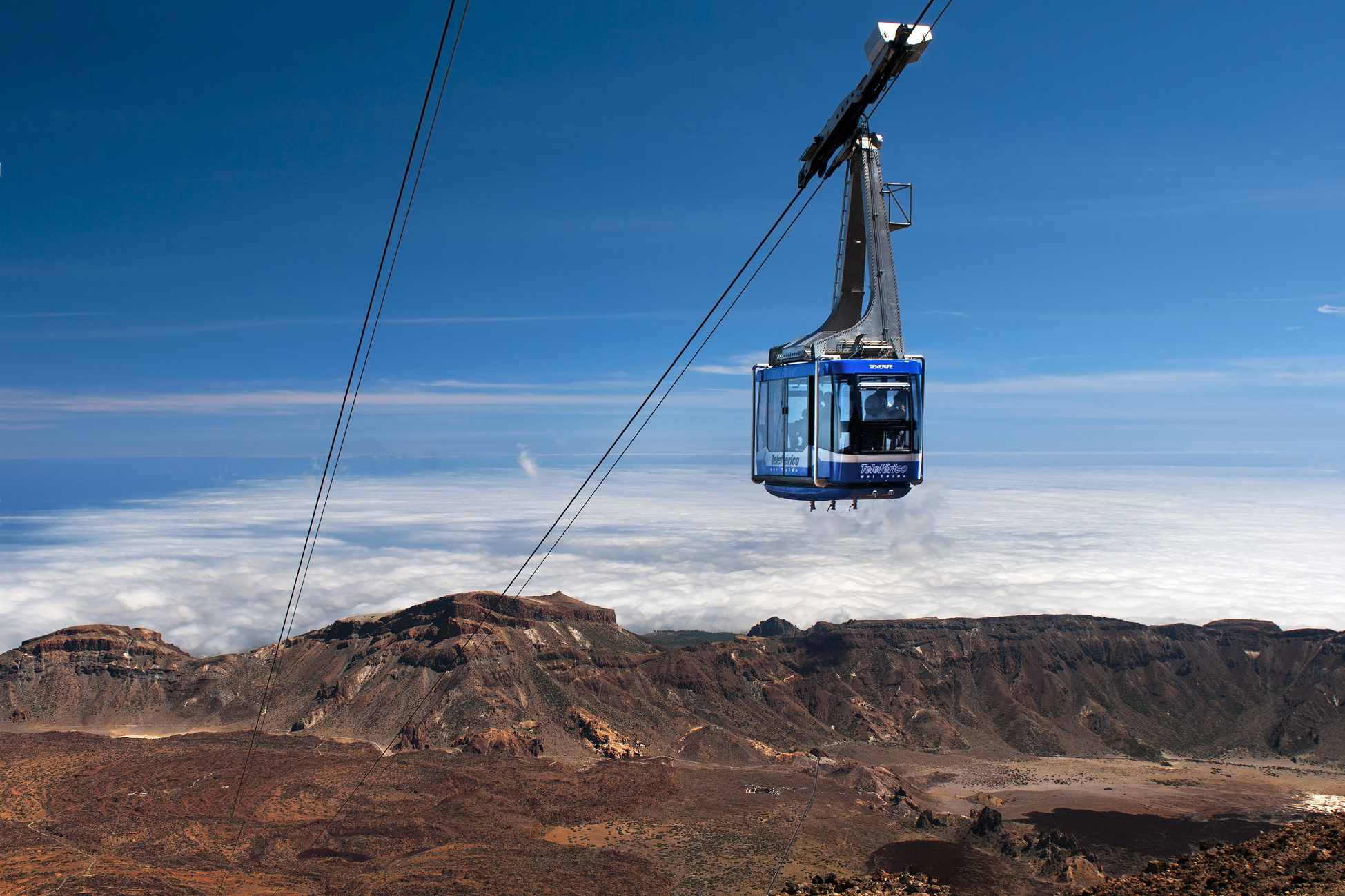
Канатна дорога Тейде

На вулкані Тейде розташована пасажирська канатна дорога, яка була відкрита 18 липня 1971 року. Канатна дорога є найвищою в Іспанії.
Нижня станція розташована на висоті 2356 м над рівнем моря, а верхня — на вулкані Тейде на висоті 3555 м. Канатна дорога обладнана двома кабінами, розрахованими на 44 пасажири, а час підйому становить приблизно 8 хвилин.
У період з 1999 по 2007 роки була модернізована.

## Використана література
- Вагнер Б. Б. Энциклопедия заповедных мест мира. — М.: Вече, 2006. — 480 с. (рос.)